# I Wish You Love
I Wish You Love és el dissetè disc de Gloria Gaynor, i el seu primer disc internacional en 18 anys. Representa un retorn a les seves arrels en música Club/Dance, junt amb Urban contemporary i Contemporary R&B. L'àlbum inclou dos èxits dels últims temps (2001) "Just Keep Thinking About You" (#1 a la llista Club Play de la revista Billboard) i (2002) "I Never Knew" (també #1 Club Play, #30 Hot Adult Contemporary Tracks). Fou llançat primer a Europa al setembre 2002 i posteriorment als Estats Units a l'abril de 2003.

## Llista de cançons
1. "Gotta Be Forever" – 3:33 (Linda Clifford, Kathy Brown, Pelle Ankarberg, Niclas Molinder, Joachim Persson)
2. "Stronger" – 3:20 (Mary Brown, Fusari, Karl Kimmel)
3. "I Wish You Love" – 3:43 (Bill Lee, Balewa Muhammed, Calvin Gaines, Rob Fusari, Eritza Laues)
4. "Let It Rain" – 5:13 (Andy Goldmark, Jason Hess, Mark Mueller)
5. "Gone Too Long" – 3:02 (Lamont Dozier, Jorgen Elofsson)
6. "Just No Other Way" – 4:00 (D. Deviller, S. Hossein, J. Kugell)
7. "I Never Knew" (versió LP) – 4:26 (Kasia Livingston)
8. "Just Keep Thinking About You" – 3:06 (G. Catchey, H. Johnson)
9. "No One Can Love You More" – 4:11 (Kevin Clark, Berny Cosgrove, Tim Hegarty)
10. "You Keep Running" – 3:03 (M. Brown, Fusari)
11. "All The Man That I Need" – 3:42
12. "I Never Knew" (Hex Hector, HQ2 remix) – 4:16 (Livingston)
13. "Pena" - 4:13 (Duet with Alexandre Pires)